# Haliclona phillipensis
Haliclona phillipensis är en svampdjursart som först beskrevs av Arthur Dendy 1895.  Haliclona phillipensis ingår i släktet Haliclona och familjen Chalinidae. Inga underarter finns listade i Catalogue of Life.